# Ett sista race
Ett sista race är en svensk action-komedifilm från 2023, i regi av Edward af Sillén som även har skrivit manus tillsammans med David Hellenius och Vasa. I huvudrollerna ses David Hellenius, Elsa Öhrn och Malin Åkerman.
Filmen hade biopremiär i Sverige den 25 december 2023, utgiven av SF Studios.

## Handling
Filmen handlar om streetracinglegenden Dennis som levt hela sitt liv på fel sida om lagen. Efter att ha försummat sitt äktenskap och varit frånvarande större delen i sin 17-åriga dotter Hannas liv bestämmer sig Dennis för att börja leva ett ansvarsfullt och stilla liv. Detta avbryts snabbt när Dennis får reda på att hans dotter Hanna ska delta i ett race med sin nya kille Charlie. För att stoppa Hanna beger sig Dennis och hans ex-fru Tove ut på en resa för att hämta hem dottern.

## Rollista
- David Hellenius – Dennis "Genvägen" Gunnarsson
  - Axel Adelöw – Dennis som ung
- Elsa Öhrn – Hanna
- Malin Åkerman – Tove
- Jonas Karlsson – TT
  - Baxter Renman - TT, som ung
- Johan Glans – Claes Bengtsson
- Johan Ulveson – Blomman
- Peter Dalle – Leffe
- Sara Soulié – Mörk
- Ola Forssmed – Steffe
- Malte Gårdinger – Charlie
- Måns Nathanaelson - Glenn
- Lola Zackow – Porsche-tjejen
- Sissela Kyle – Kicki Pippi Titti
- Johan Charles – Johnson
- Olof Wretling - Helikopterpolis
- Klas Eriksson – Polis
- Erik Bolin - Vargledaren
- Per Fritzell - Hasse
- Carina Lidbom - Gunbritt
- Zuzanna Lidekrans - Fröken Hjo
- Csaba Urban - Lastbilschaufför
- Michael Jansson - Pavlo

## Om filmen
Filmen är producerad av Stefan H. Lindén för SF Studios, i samproduktion med Film i Väst, C More/TV4 och Filmpool Nord, med produktionsstöd från Svenska Filminstitutet. Filminspelningarna inleddes i maj 2022 i Västra Götaland, Gråbo och Norrbotten.
Manuset är starkt inspirerat av den norska filmen Børning och dess uppföljare.